# Stația de emisie Săftica
Stația de emisie Săftica (după nomenclatorul RADIOCOM Centrul de emisie Săftica) este o stație de transmisiuni radio pe unde scurte aflată în localitatea Săftica, comuna Balotești din județul Ilfov. Transmite mondial Radio România Internațional pe frecvențe alocate periodic. Se află în proprietatea și administrarea Societății Naționale de Radiocomunicații, prin sucursala Direcția de Radiocomunicații București (D. R. București).

## Istoric
| Imagine indisponibilă |  | Imagine indisponibilă                                                                       |
| Hartă a stațiilor radio de bruiaj, după informațiile CIA în 1964. Cele mai importante sunt menționate a fi stațiile Săftica, cu antene rombice⁠(d) și Galbeni cu antene în perdea⁠(d). |  | Informare a CIA din 2 aprilie 1964 despre bruiajul posturilor de radio americane în România |

Centrul de emisie Săftica face parte din rețeaua de 6 emițătoare de unde scurte a Societății Naționale de Radiocomunicații pentru transmiterea programelor de radiodifuziune externă, instalate în cele trei centre de emisie deținute: Țigănești (în număr de 3), Galbeni (2) și Săftica (1).
La nivelul anului 2006, echipamentele pentru unde scurte erau grupate la Săftica în 1 x 50 și 1 x 100 kW, la Țigănești în 4 x 250 kW și la Galbeni în 2 x 120 și 2 x 250 kW. La toate trei erau utilizate pentru transmisia Radio România Internațional.
Centrul Săftica a înlocuit configurația de echipamente de transmisie de 1 x 50 kW și 1 x 100 kW în una de 1 x 100 kW.

## Conflicte

### Casa și domeniul Constantin Tănase
În 1936 actorul Constantin Tănase a achiziționat un teren cu acces la șoseaua națională în Săftica pe care a plantat o livadă și a construit o casă cu un etaj, cu materiale recuperate de la demolarea Teatrului Cărăbuș din București. După moartea acestuia în 1945, familia a păstrat proprietatea până în 1956, când în urma unui decret, Departamentul Securității Statului a deposedat moștenitorii și a preluat casa, dar nu și terenul. În perioada 1959–1960, lângă proprietate s-a construit o clădire cu două etaje pentru Întreprinderea de Radiocomunicații (actual Societatea Națională de Radiocomunicații – SNR) la care s-au adăugat în timp antene. Angajații întreprinderii au demolat gardul despărțitor dintre cele două proprietăți, preluând terenul prin parcelare și cultivând legume și fructe pentru conducerea întreprinderii.
După 1990, pe fondul lipsei unui act doveditor de trecere sub proprietatea statului, moștenitorii au cerut retrocedarea casei și terenului. Comisia locală Balotești a emis o adeverință de proprietate pentru teren, însă Regia Autonomă „Radiocomunicații” a refuzat punerea în posesie. Ulterior, în urma câștigării a unor serii de procese în justiție de fiul fostului actor în perioada 1994–1997, în 1995 acesta a luat hotărârea delimitării cu regia cu un gard și a vânzării unei părți a terenului dobândit, însă directorii au recuperat de fapt terenul prin intermediul unor membrii violenți de sindicat. În 1996, regia a cerut anularea în instanță a procesului-verbal de punere în posesie a fiului, motivând printre altele că terenul este proprietate publică în administrarea regiei. Procesul a fost câștigat tot de moștenitor în temeiul Legii 18/1991, regia a făcut recurs, între timp fiul a decedat iar procesul a fost suspendat aproape un an. În această perioadă a apărut și reorganizarea Regiei Autonome „Radiocomunicații” în Societatea Națională de Radiocomunicații, unde în actul de înființare societatea nu mai avea niciun teren în administrare. Cu toate acestea, la rejudecarea apelului cu moștenitorii rămași, Tribunalul București a constatat nulitatea absolută a actelor de vânzare-cumpărare încheiate în 1995 și a dus la revenirea părților la situația anterioară, cu obligarea vânzătorului la restituirea prețului către cumpărători și lăsarea în proprietate și posesie a terenului către SNR.
Potrivit Evenimentul zilei, Gheorghe Mușat, de profesie avocat, a cumpărat un teren de 10 000 metri pătrați din vecinătatea stației de la fiul moștenitor. Pe acestă proprietate însă se afla poarta și drumul de acces spre stația radio, folosită de angajații stației în perioada toamnei anului 1995 – iernei anului 1996. Directorului stației radio i s-a adus la cunoștință de tranzacție, iar angajații au parcelat terenul cu culturi agricole în interes personal, fapt ce nu permitea accesul pe proprietatea particulară a avocatului sub motivul de „zonă secretă”. Un conflict apărut între angajați ai avocatului și un paznic al regiei a dus la sesizarea primarului comunei, deputatului Constantin Ivanovici, a trei directori din Regia Autonomă de „Radiocomunicații” din București,  Poliției Capitalei și Parchetului General, precum și publicarea unui comunicat al Sindicatului din Regia Autonomă de „Radiocomunicații” despre presupusa violare a terenului stației. Potrivit aceluiași ziar, angajații stației au tăiat gardul proprietății.
În cazul unui alt teren tot din comuna Balotești ce trebuia retrocedat, pe care SNR mai deținea și antene, spre deosebire de terenul familiei Tănase ce era liber, societatea nu a urmat indicația cumpărării terenului ci a preferat mutarea antenelor.

### Cerere de dezafectare
În 20 martie 2023 s-a făcut o solicitare către Societatea Națională de Radiocomunicații (RADIOCOM), aflată sub Ministerul Cercetării, Inovării și Digitalizării, din partea a 6 persoane rezidente în Săftica (Emilian Ciongaru, Mihai Bădescu, Costică Păun (profesori universitari), Gabriel Ungureanu (lector universitar), Gheorghe Mușat (avocat) și Ionel Augustin (comisar-șef în Poliția Română) pentru demolarea și dezafectarea antenelor, sub pretextul pericolului dat de structurile metalice cu înălțimi considerabile. În ultimii ani lângă stația radio au fost construite mai multe vile iar pe mai mulți locuitori antenele îi deranjează vizual.
Potrivit Gândul, surse din cadrul societății au declarat că antenele nu au structurile afectate iar pe de altă parte acestea sunt de interes strategic, mai ales în contextul Războiului Ruso-Ucrainean. Importanța mai este întărită și de proximitatea de Aeroportul Otopeni. Stația de emisie a fost folosită în timp în interes strategic și pentru broadcasting radio. Același ziar a menționat că solicitarea către RADIOCOM a fost realizată de către Gheorghe Mușat, avocat, prieten și partener politic al lui Klaus Iohannis, ce nu își are reședința în Săftica ci o proprietate la depărtare de stația radio, în numele lui Nicolae Ciucă, președinte al Senatului și candidat pentru funcția de președinte al României, ce își are reședința la câțiva metri de cea mai înaltă antenă între cele cinci ale stației radio. Avocatul, ce l-a reprezentat legal și pe Nicolae Ciucă în trecut, a declarat că solicitarea a fost realizată la rugămintea vecinilor, dar nu și a lui Nicolae Ciucă, dar unde probabil și pe acesta îl deranjează antenele, și că structurile nu mai sunt utilizate de „50 de ani, [...] sunt ruginite și reprezintă un real pericol”. Ulterior, Ionel Augustin a declarat că pe acesta nu l-au deranjat niciodată antenele și a semnat solicitarea din complenzență.